# لقاح التهاب الدماغ الياباني المنشأ
لقاح التهاب الدماغ الياباني المنشأ هي حقن ضد التهاب الدماغ الناتج عن فيروسات ذات أصل ياباني مسببة لالتهاب الدماغ، هذه الحقن فعالة بنسبة تزيد عن 90%. وجد أن مدة فعالية هذه الحقن غير معروفة ولكن فعاليتها تقل تدريجيًا بعد أخذها. عادة ما تُعطى هذه الحقن إما عن طريق لقاحات تحقن في العضلات أو لقاحات تحقن تحت الجلد.
تُعتبر هذه اللقاحات كنوع من الروتين في البلاد التي يكثر فيها انتشار هذا المرض، حيث يتم اعطاء حقنة أو حقنتين حسب كفاءة ونوعية اللقاح، ولا يُنصح بإعطاء جرعات إضافية حتى في المناطق التي يكثر فيها انتشار هذا المرض. في حالة المرضى المصابين بمرض نقص المناعة (الايدز) وكذلك الحوامل فإنه يتم اعطائهم حقن تحتوي على فيروسات مثبطة تماما، كذلك؛ يُنصح بحقن المسافرين إلى الدول المحتوية على هذا النوع من الفيروسات بهذا النوع من الحقن المحتوية على الفيروسات المثبطة.
تُعتبر هذه الحقن آمنه إلى حد ما ولكن قد يحدث القليل من الألم والاحمرار المؤقت في منطقة الحقن منذ عام 2015 ظهر ما يقارب الخمسة عشر نوعاً مختلفاً من هذه الحقن، حيث يعتمد بعض هذه الحقن على تقنية إعادة اتحاد الحمض النووي، واخرى على حقن الفيروس المسبب للمرض ولكن بعد اضعافه، في حين أن بعض منها يحتوي على تلك الفيروسات المثبطة تماما.
بدأ ظهور الحقن المضادة للالتهاب الدماغي الياباني المنشأ في عام 1930، حيث سُجلت تلك الحقن في منظمة الصحة العالمية ضمن قائمة الأدوية الأساسية كأكثر الحقن كفاءة وفعالية كما تتراوح تكلفة تلك الحقن في الولايات المتحدة الأمريكية مابين 100 إلى 200 دولار لكل كورس علاجي.